# Горбунов, Иван Никифорович
Иван Никифорович Горбунов (10 [23] сентября 1913, с. Бегуч, Петровский уезд, Саратовская губерния — 13 октября 1989, с. Якорь, Северо-Казахстанская область) — директор совхоза «Петропавловский», Герой Социалистического Труда (1966).

## Биография
Родился в 1913 году в селе Бегуч Петровского уезда Саратовской губернии (ныне — Камешкирский район Пензенской области) в мордовской семье крестьянина-бедняка.
В 1933 году окончил Кузнецкий ветеринарный техникум, в 1938 — ветеринарный факультет Саратовского зооветеринарного института.
С 1938 года по 12 июня 1953 года служил в частях НКВД:
- 1938—1940 — начальник ветинспекции Восточного железнодорожного лагеря (Комсомольск-на-Амуре);
- 1940—1943 — начальник ветинспекции, старший врач, заместитель начальник гужетранспортного / гужевого отдела Нижне-Амурского лагеря;
- май 1943—1945 — начальник гужевой части, участковый ветврач, заместитель начальник гужветотдела в 3-м отделении Алтайлага (Михайловка, Алтайский край);
- с мая 1945 — начальник ветинспекции отдела животноводства, с мая 1945 — начальник отдела животноводства Управления исправительно-трудовых лагерей НКВД / МВД Казахской ССР (Алма-Ата). В 1947 году вступил в ВКП(б);
- с января 1950 — начальник отдельного лагерного пункта № 13, с октября 1950 — начальник лагерного отдела того же пункта (Петропавловск); капитан ветеринарной службы (1952)[1].

В 1953—1974 годы — директор совхоза «Петропавловский» Соколовского района Северо-Казахстанской области Казахской ССР. Указом Президиума Верховного Совета СССР от 22 марта 1966 года присвоено звание Героя Социалистического Труда с вручением ордена Ленина и золотой медали «Серп и Молот». Имя И. Н. Горбунова занесено в Золотую Книгу Почёта Казахской ССР (апрель 1966).
Был избран депутатом сельсовета, членом Соколовского райкома КП Казахстана.
В 1974 году вышел на пенсию.
Умер 13 октября 1989 года в селе Якорь Соколовского района, похоронен на местном кладбище.

## Награды
- орден «Знак Почёта» (11.1.1957)
- звание Героя Социалистического Труда с вручением ордена Ленина и золотой медали «Серп и Молот» (22.3.1966)
- орден Октябрьской Революции (8.4.1971)
- медали[1].